# Gardien de guichet

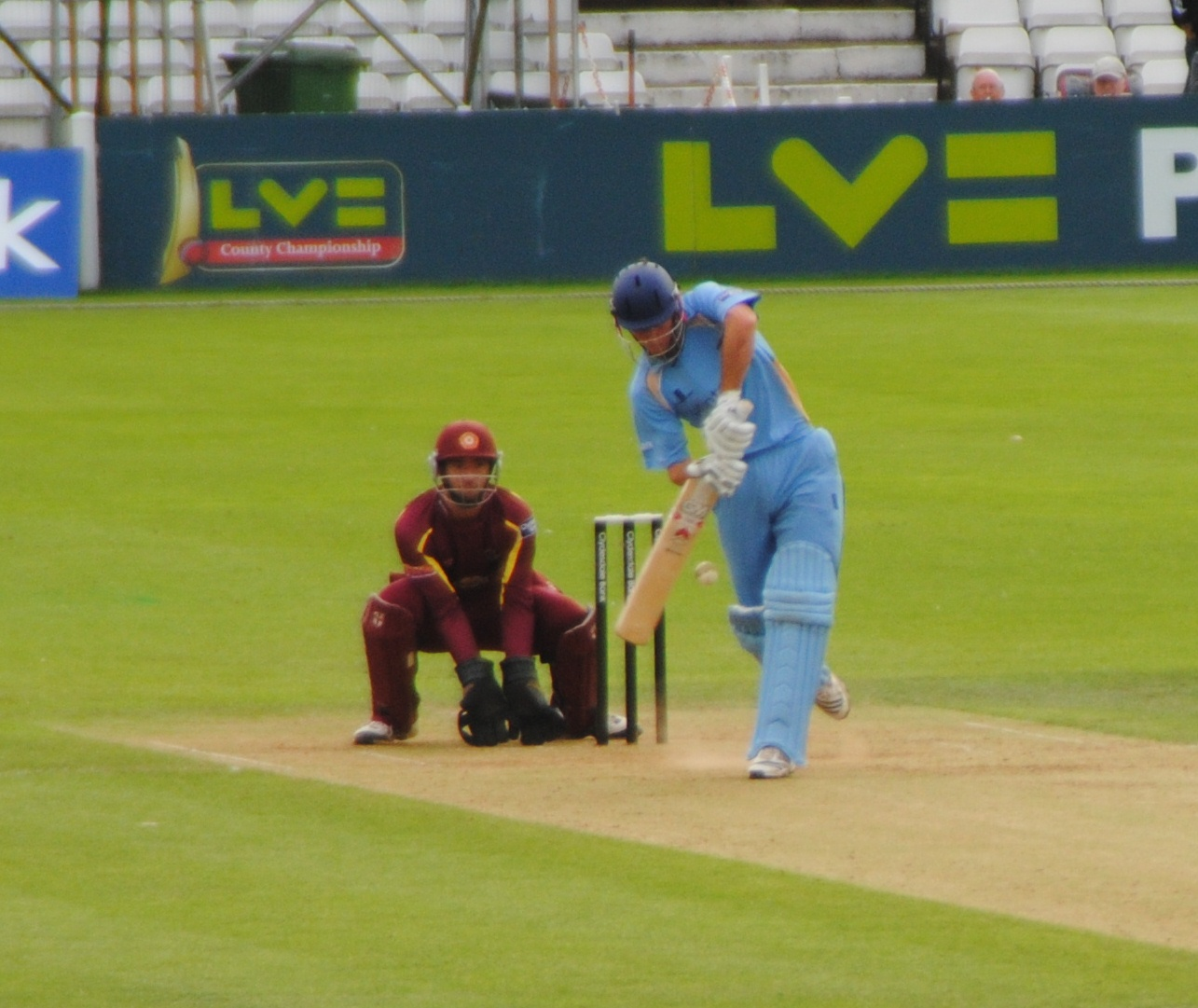
Le gardien de guichet (à gauche) est positionné derrière le guichet défendu par le batteur qui fait face au lancer (à droite). Il se tient prêt à attraper la balle avec ses gants.

Le gardien de guichet, en anglais wicket-keeper, est le joueur de cricket qui, lorsque son équipe lance la balle, se tient juste derrière le guichet du batteur qui doit jouer la balle. Son rôle est d'intercepter celle-ci. Les règles qui lui sont spécifiques sont définies dans la vingt-septième loi du cricket.

## Rôle
Au centre du terrain de cricket se trouve une bande de 20,12 m de long sur trois mètres de large appelée piste. On trouve à chaque extrémité de la piste une structure composée de trois piquets de bois verticaux surmontés de deux témoins horizontaux : le guichet. L'équipe à la batte, qui doit marquer des points appelés runs, dispose de deux joueurs à la fois sur le terrain : les batteurs, qui sont de chaque côté de la piste, devant l'un des guichets. L'un est inactif, l'autre est actif : il fait face au lancer. Parmi les onze joueurs de l'équipe adverse, appelés chasseurs (les joueurs de champ) et tous présents sur le terrain, le gardien est celui qui se trouve juste derrière le guichet du batteur actif.
Plusieurs modes d'élimination des batteurs impliquent ou peuvent impliquer le gardien de guichet adverse. Il effectue un arrêt de volée s'il attrape la balle au vol après que celle-ci a touché la batte du batteur adverse. Cette élimination peut être réalisée par n'importe quel autre chasseur. Comme tout autre joueur de champ, il peut également être impliqué dans un run out : un des batteurs adverses est éliminé si l'un des joueurs de champ détruit l'un des guichet pendant que ceux-ci sont en train de courir pour marquer une course.
Il est par contre le seul joueur de champ à pouvoir réaliser un stumping. Le batteur actif, au moment du lancer, à ses deux pieds de part et d'autre d'une ligne appelée popping crease. Il peut s'avancer vers la balle au moment où celle-ci est en l'air. S'il n'a ni l'un de ses pieds ni la batte posés au sol entre la popping crease et le guichet qu'il défend, il est dit « out of his field ». S'il est dans cette situation et manque la balle, il est stumped si le gardien récupère la balle et détruit le guichet avec celle-ci.
En dehors de cela, son rôle est tout simplement d'attraper toute balle qui passe à proximité de lui. D'une part, attraper la balle si le batteur adverse venait à la manquer avec sa batte, car lui et son coéquipier pourraient quand même marquer des runs, s'ils ont le temps d'échanger leur position avant que la balle ne soit ramenée à proximité d'un des guichets par les joueurs de champs, ou si la balle venait à sortir du terrain. Ces runs sont appelés byes, signifiant qu'ils sont attribués à l'équipe mais non crédités au batteur (non inclus dans ses statistiques). D'autre part, le but des joueurs de champs étant de ramener la balle le plus rapidement possible auprès de l'un des guichet, c'est généralement vers le gardien qu'ils la renvoient dès qu'ils l'ont interceptée.

## Règles spécifiques
La loi 27 décrit les règles qui s'appliquent spécifiquement au gardien et détaille notamment les points suivants.
Le gardien doit rester derrière le guichet près duquel il se trouve au moins jusqu'à ce que la balle lancée ait touché soit la batte soit le corps du batteur situé devant lui.
En outre, il n'a pas le droit d'effectuer de mouvements significatifs en direction du guichet avant que la balle lancée n'atteigne le batteur.
Dans les deux cas, si le gardien contrevient à ces règles, l'arbitre peut signaler une no ball, une balle à rejouer qui rapporte une course à l'équipe adverse.

## Équipement

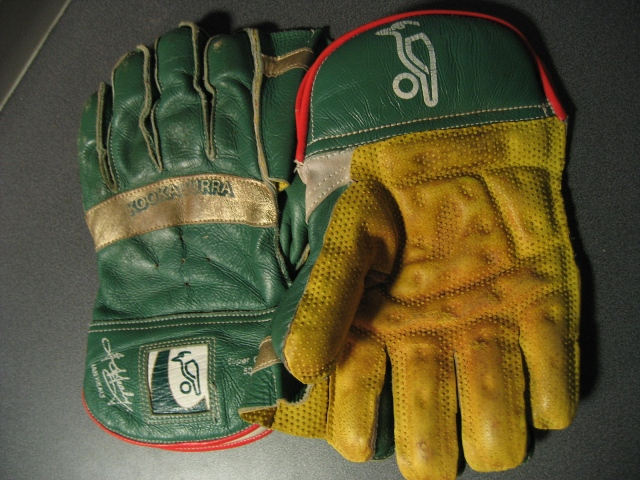
Gants de gardien de guichet.

Le gardien de guichet est le seul joueur de l'équipe à avoir le droit de porter des gants durant la chasse.
Ces gants ne doivent pas être palmés, sauf entre le pouce et l'index. La matière qui relie ces deux doigts doit être mise de telle sorte que, lorsque les doigts sont tendus, elle ne dépasse pas une ligne virtuelle joignant le bout de l'index au bout du pouce.